# غاري غرينجر
غاري غرينجر (بالإنجليزية: Gary Grainger)‏ هو عازف قيثارة جاز وكاتب أغاني وعازف قيثارة بريطاني، ولد في القرن العشرين في كيلبيرن ‏ في المملكة المتحدة.

## روابط خارجية
- غاري غرينجر على موقع ميوزك برينز (الإنجليزية)
- غاري غرينجر على موقع أول ميوزيك (الإنجليزية)
- غاري غرينجر على موقع ديسكوغز (الإنجليزية)